# 斯米诺伏特加
斯米诺伏特加（Smirnoff/ˈsmɪərnɒf/，俄語：[smʲɪrˈnof]，又称皇冠伏特加）是英国帝亚吉欧公司旗下的伏特加品牌。该品牌始于19世纪中期，彼得·阿森尼耶维奇·斯米尔诺夫（1831年–1898年）在莫斯科设厂生产伏特加。如今斯米诺伏特加已在130个国家销售，在印度、爱尔兰、意大利、英国和美国等国家生产。斯米诺旗下产品包括伏特加、香料伏特加和麦芽饮料。2006年3月，帝亚吉欧北美分部宣称斯米诺已是全球销量最大的烈酒品牌。